# Marie-Noëlle Schoeller
Pour les articles homonymes, voir Schoeller.
Marie-Noëlle Schoeller, née le 12 décembre 1946, est une femme politique française. Elle est sénatrice du Doubs en 2020, à la suite de la démission de Martial Bourquin. Elle ne se représente pas pour l'élection sénatoriale de septembre 2020.

## Décoration
- Officier de l'ordre national du Mérite (nomination le 15 mai 2025)[2].
  - chevalier du 31 octobre 1999.